# Būkat
Būkat (persiska: بوکت) är en ort i Iran.   Den ligger i provinsen Östazarbaijan, i den nordvästra delen av landet, 500 km väster om huvudstaden Teheran. Būkat ligger 1 554 meter över havet och antalet invånare är 699.
Terrängen runt Būkat är lite bergig. Runt Būkat är det ganska tätbefolkat, med 172 invånare per kvadratkilometer. Närmaste större samhälle är ‘Ajab Shīr, 11,6 km sydväst om Būkat. Trakten runt Būkat består i huvudsak av gräsmarker.